# V オーストラリア
ヴァージン・オーストラリア・インターナショナル（英語：Virgin Australia International、旧名：Vオーストラリア）は、リチャード・ブランソンのヴァージン・グループのオーストラリアの国内線航空会社、ヴァージン・オーストラリア（ヴァージン・ブルー・ホールディングス）によって運営された長距離国際線航空会社。ヴァージン・オーストラリアに吸収され、2011年12月7日に運航を停止した。

## 概要
旧名V オーストラリアとしてシドニー-ロサンゼルス間の旅客運行を2009年2月27日から開始し、2011年現在の就航地は下記の通りである。
- ロサンゼルス - ロサンゼルス国際空港
- ブリズベン - ブリズベン国際空港
- シドニー - シドニー国際空港 ベースハブ
- メルボルン - メルボルン国際空港
- アブダビ - アブダビ国際空港

使用機材はすべてボーイング777-300ERであり、現在5機運用中である（ちなみに、オーストラリアの航空会社では初のB777を使用した航空会社であり、なおかつ唯一B777を使用している会社でもある）。
6機目の機材はアジア方面に独占的に使用される予定であり、日本や中国、香港に乗り入れを希望する計画がある。特に日本路線は2010年の羽田空港再国際化等で東京（成田・羽田）とシドニー間等の路線を検討している。
このヴァージン・グループの日本/オーストラリア路線への就航は、ヴァージン・グループ会長のリチャード・ブランソンの意向によるもの。
なお、就航にあたっては既にヴァージン・アトランティック航空が全日本空輸（ANA）と2009年より双方コードシェア運航や以前からマイレージでの提携の関係から、ANAに協力を要請する可能性が高い。

## キャビン
ヴァージン・オーストラリア・インターナショナルの機内サービスは3クラス制であり、下記のように分けられている。カンタス航空の格安航空会社のジェットスターと大きく異なるのは格安航空会社(LCC)ではなくフルキャリアでありエコノミークラスを含めて機内食・シートテレビ（機内エンターテイメント）・毛布や枕等は運賃に含まれている。（インターナショナル・エコノミークラスの場合1度目の機内食にはアルコール類は運賃に含まれているが、追加の場合はクレジットカード決済で購入する事になっている。プレミアムエコノミーとビジネスクラスはドリンクバーで追加料金無しに飲み放題である。）尚機内エンターテイメントシステムはパナソニックアビエーション社製のeX2を採用している。
インターナショナル・ビジネスクラス
座席配列は2-2-2でシートピッチは77インチ（195cm）のフルフラットの座席を採用。
インターナショナル・プレミアム・エコノミークラス
座席配列は2-4-2でシートピッチは38インチ（95cm）
インターナショナル・エコノミークラス
座席配列は3-3-3でシートピッチは32インチ（81cm）

## コードシェア・提携
親会社であるヴァージン・オーストラリアと包括的な提携を結んでいる。
その他、下記の航空会社と相互提携をし、アメリカ国内での乗り換えを可能としている。
米国内での乗り換えは全てロサンゼルス経由である。
- アラスカ航空
- ホライゾン航空
- デルタ航空
- ヴァージン・アメリカ

デルタ航空は現在ロサンゼルス-シドニー間を毎日運航しており、事実上のライバルである。
ただし、デルタ航空との提携無しではグループであるヴァージン・アメリカの米国での路線網が少ないことから米国でのマーケットを取り入れることができない。その為、現在デルタ航空とは、マイレージ・プログラムや乗継区間の販売等の相互提携を行っている。
なお、デルタ航空はヴァージン・オーストラリアとも同様の提携を行っている。（2012年5月現在）